# بيفرلي كيارني
بيفرلي كيارني (بالإنجليزية: Beverly Kearney)‏ هي منافسة ألعاب القوى أمريكية، ولدت في 1958.

## روابط خارجية
- بيفرلي كيارني على موقع الاتحاد الدولي لألعاب القوى (الإنجليزية)